# F9 (pel·lícula)
F9 (també coneguda com F9: The Fast Saga i Fast & Furious 9) és una pel·lícula d'acció nord-americana de 2021 dirigida per Justin Lin amb guió de Daniel Casey i Lin. És la seqüela de The Fate of the Furious (2017), la novena entrega principal i el desè llargmetratge de la franquícia Fast & Furious. La pel·lícula és protagonitzada per Vin Diesel, John Cena, Michelle Rodriguez, Tyrese Gibson, Chris "Ludacris" Bridges, Nathalie Emmanuel, Jordana Brewster, Sung Kang, Michael Rooker, Helen Mirren, Kurt Russell i Charlize Theron. A F9, Dominic Toretto i l'equip es reuneixen per aturar un complot que destrueix el món encapçalat pel germà de Toretto, Jakob. Ha estat subtitulada al català.
Amb una novena i desena pel·lícula previstes des 2014, es va confirmar que Lin dirigiria F9 l'octubre de 2017, tornant a la franquícia des que va dirigir per última vegada Fast & Furious 6 (2013). F9 és la primera pel·lícula de la franquícia des de The Fast and the Furious: Tokyo Drift (2006) no escrita per Chris Morgan. El repartiment es va completar amb la incorporació de John Cena el juny de 2019 i el rodatge va començar aquell mateix mes i es va perllongar fins al mes de novembre del mateix any, amb localitzacions de rodatge com Londres, Los Angeles, Tbilissi i Tailàndia.
L'estrena de F9 estava prevista originalment per Universal Pictures l'abril de 2020, però es va retardar diverses vegades, primer a causa de l'estrena de Hobbs & Shaw (2019) i a l'estrena previst de No Time to Die (2021), i després a la pandèmia de COVID-19. Es va estrenar a Corea de Sud i es va estrenar internacionalment el 19 de maig de 2021, i als Estats Units el 25 de juny. La pel·lícula va rebre crítiques mixtes, amb elogis per a les acrobàcies i la direcció de Lin, però amb crítiques per les seves seqüències d'acció poc realistes i el seu guió formulista.
Ha recaptat més de 643 milions de dòlars a tot el món, el que la converteix en la tercera pel·lícula més taquillera del 2021 i la més taquillera en llengua anglesa del 2021. Hi ha dues seqüeles en desenvolupament.

## Argument
El 1989, Jack Toretto participa en una cursa, amb els seus fills Dominic i Jakob en la seva plantilla. Dom discuteix amb el corredor rival Kenny Linder sobre les seves tàctiques brutes. En reprendre la cursa, el cotxe de Linder xoca amb el para-xocs de Jack i fa que el cotxe s'estavelli contra un mur i exploti, matant-lo. Després de l'accident, Dom és arrestat després de gairebé matar Linder a cops. Mentre compleix condemna, aprèn sobre els perills d'una fissura cranial, recorda que Jakob havia treballat al cotxe de Jack el dia que aquest va morir i conclou que Jakob va ser parcialment responsable de la mort del seu pare. Quan surt en llibertat, Dom s'enfronta i repta Jakob a una carrera, obligant-lo a abandonar la ciutat quan perd.
En el present, dos anys després de l'enfrontament contra el ciberterrorista Cipher, Dom està retirat, criant el seu fill Brian amb la seva dona, Letty Ortiz, aïllat de la societat. Roman Pearce, Tej Parker i Ramsey arriben amb la notícia que Mr. Nobody ha capturat Cipher, i que el seu avió ha estat atacat per agents deshonestos i s'ha estavellat a Montequinto, un lloc fictici de Centreamèrica. Dom accedeix a ajudar-los després d'adonar-se que Jakob hi està implicat. Escorcollant l'avió, troben part d'un dispositiu anomenat Ares, que pot hackejar qualsevol sistema d'armes controlat per ordinador. L'equip és emboscat per un exèrcit privat dirigit per Jakob, que roba el dispositiu. L'equip es troba amb Michael Stasiak de camí al seu refugi. Mia, la germana de Dom, arriba per ajudar a trobar Jakob, i Dom li permet unir-se a ells a contracor. L'equip s'assabenta que Han Lue està connectat amb Ares, i Letty i Mia van a Tòquio a investigar.
Mentrestant, Jakob es reuneix amb Otto, el seu soci. Cipher, després de no aconseguir convèncer Jakob, li diu que l'altra meitat d'Ares és a Edimburg. Dom es troba amb l'antic mecànic del seu pare, Buddy, que va acollir Jakob després del seu exili, i el convenç perquè li confessi que Jakob és a Londres. Letty i Mia troben Han, encara viu, juntament amb Elle. Roman i Tej recluten Sean Boswell, Twinkie i Earl, que han estat construint motors per a coets i un "cotxe coet" basat en un Pontiac Piero en una base aèria alemanya. A Londres, Dom es reuneix amb Magdalene Shaw, qui li dona la ubicació de Jakob. Dom s'enfronta a Otto i Jakob, que diuen a Dom que se'n vagi. Otto fa aturar Dom, però Leysa, una vella amiga de Dom, el rescata fent-se passar per agents de laInterpol.
Tej, Roman i Ramsey s'uneixen a Dom a Edimburg, on Jakob utilitza electroimants per robar el segon dispositiu Ares. Tej i Roman troben el camió que conté l'electroimant; mentre lluiten contra els homes d'Otto, Ramsey agafa el camió per perseguir Otto. Dom intercepta Jakob i els dos lluiten per tota la ciutat. Abans que Otto pugui extreure Jakob, Ramsey treu el seu cotxe de la carretera i utilitza l'electroimant per capturar Jakob.
Otto decideix reclutar Cipher perquè l'ajudi, començant a dubtar de les capacitats de Jakob. En el pis franc, Han revela que, després de la mort de Gisele Yashar, Mr. Nobody es va posar en contacte amb ell per convertir-se en el seu agent, i li va assignar la protecció d'Elle i Ares, ja que l'ADN d'Elle és el seu component final. Quan un dels agents de Mr. Nobody, que més tard resultaria ser Jakob, es va rebel·lar i va matar als pares d'Elle, van utilitzar l'intent de Deckard Shaw per matar Han com a forma de fingir la seva mort i permetre protegir Elle en secret. Otto ataca el refugi i allibera Jakob, qui revela a Dom que Jack, volent escapar dels seus deutes, va instruir Jakob perquè manipulés el seu cotxe i així poder perdre la carrera intencionadament i pagar el seu deute, i li demana que mai l'hi digui a Dom. A causa de la forma en què Jakob va manipular el cotxe i la interferència de Linder, Jack va acabar morint. Jakob i Otto segresten Elle i agafen el segon dispositiu Ares.
Otto posa en òrbita un satèl·lit i Jakob fa que Elle activi Ares. Comencen a carregar Ares al satèl·lit, movent-se per tot Tbilisi en un camió blindat. Dom, Letty, Mia, Ramsey i Han els persegueixen per aturar la càrrega. Mentre Mia i Han intenten atacar el camió, Otto traeix Jakob i revela que s'ha associat amb Cipher, llançant-lo del camió. Dom i Mia salven Jakob, i aquest ajuda Dom a accedir al camió. Utilitzant el cotxe coet, Roman i Tej entren en òrbita i destrueixen el satèl·lit, detenint la càrrega. Cipher, pilotant a distància un jet, bombardeja el camió, matant Otto, en un intent de matar Dom. Dom utilitza el camió que rebota per destruir l'avió de Cipher mentre escapa. Dom i Mia es reconcilien amb Jakob, i Dom li permet escapar amb el seu cotxe. Roman i Tej arriben a l'Estació Espacial Internacional i són retornats a la Terra de forma segura.
L'equip celebra el seu èxit amb una barbacoa a la casa en construcció dels Toretto. Mentre es preparen per donar les gràcies, Brian O'Conner arriba al seu cotxe.
En una escena a meitat dels crèdits, Deckard Shaw està interrogant algú ficat en un sac de boxa a qui no deixa de colpejar, i se sorprèn quan Han arriba a la seva porta.

## Repartiment
- Vin Diesel és Dominic Toretto, un antic pilot professional i criminal que s'ha retirat i s'ha establert amb la seva dona, Letty, i el seu fill, Brian Marcos.[7] És el germà de Jakob i Mia. El fill de Diesel, Vincent Sinclair, interpreta un jove Dominic, mentre que Vinnie Bennett interpreta un Dominic adolescent.[8]
- John Cena és Jakob Toretto, el germà distanciat de Dom que treballa com a mestre lladre, assassí i conductor d'alt rendiment.[9] Finn Cole interpreta a Jakob de jove.[8]
- Michelle Rodriguez com a Letty Ortiz, l'esposa de Dom, i una antiga pilot de carreres professional i criminal.[7] Azia Dinea Hale interpreta la Letty de jove.[10]
- Tyrese Gibson com a Roman Pearce, exdelinqüent habitual i membre de l'equip de Dom.[7]
- Chris "Ludacris" Bridges és Tej Parker, un mecànic de Miami i membre de l'equip de Dom.[7]
- Nathalie Emmanuel com a Ramsey, pirata informàtica britànica i membre de l'equip de Dom.[7]
- Jordana Brewster com a Mia Toretto, la germana de Dom i Jakob i membre del primer que s'ha establert amb la seva parella, Brian O'Conner, i els seus dos fills.[11] Siena Agudong interpreta a Mia de jove.[10]
- Sung Kang com a Han Lue, un membre de l'equip de Dom que es creia que havia estat assassinat.[12]
- Michael Rooker com a Buddy, un mecànic d'automòbils i un vell amic de Dom que va cuidar de Jakob en el passat.[13]
- Helen Mirren com Magdalene "Queenie" Shaw, la mare dels antics enemics de Dom Owen i Deckard i la seva germana, Hattie.[14]
- Kurt Russell com Mr. Nobody, un agent d'intel·ligència i líder d'un equip d'operacions encobert.[15]
- Charlize Theron com a Cipher, una ment criminal i un ciberterrorista enemic de l'equip de Dom.[14]

A més, Anna Sawai interpreta Elle, Thue Ersted Rasmussen a Otto, JD Pardo a Jack Toretto, Jim Parrack a Kenny Linder, Martyn Ford a Sue i Cardi B a Leysa, una dona que comparteix història amb Dom. Karson Kern i Igby Rigney interpreten les versions joves de Vince i Jesse, respectivament.
Lucas Black, Don Omar i Shea Whigham reprenen els seus respectius papers de Sean Boswell, Santos i l'agent Michael Stasiak de les pel·lícules anteriors, mentre que Bow Wow i Jason Tobin també reprenen els seus papers de Twinkie i Earl, respectivament, de The Fast. i el furiós: Tokyo Drift (2006). Cered i Ozuna interpreten les versions joves de Leo i Santos, respectivament. Gal Gadot apareix com Gisele Yashar, a través d'imatges d'arxiu de Fast & Furious 6 (2013), i Jason Statham reprèn el seu paper de Deckard Shaw en un cameo durant els crèdits finals.

## Producció

### Desenvolupament
El novembre de 2014, la presidenta d'Universal Pictures, Donna Langley, va declarar a The Hollywood Reporter que hi hauria al menys tres pel·lícules més de la franquícia després de Furious 7 (2015). L'octubre de 2017, Diesel va revelar en un vídeo en directe a Facebook que Justin Lin, que va dirigir totes les pel·lícules des de The Fast and the Furious: Tokyo Drift fins Fast & Furious 6, tornaria per a la novena i desena pel·lícula. El maig de 2018, Daniel Casey va ser contractat per escriure el guió després que Morgan ho deixés a causa del seu treball en la pel·lícula derivada de Hobbs i Shaw.

### Casting
L'abril de 2017, Diesel i Dwayne Johnson van declarar que tornarien. L'octubre de 2017, Jordana Brewster, que va interpretar a Mia Toretto en cinc pel·lícules de la franquícia, anava a reprendre el seu paper en la novena i desena. El 4 d'abril de 2018, Johnson va declarar que ara no estava segur de si tornaria per a la novena pel·lícula perquè estaba treballant en el spin-off, i va confirmar el gener de 2019 que no apareixeria en la pel·lícula.
El juny de 2019, John Cena va ser oficialment triat per participar en la pel·lícula, després d’un anunci inicial de Diesel a l’abril. El juliol de 2019, Finn Cole, Anna Sawai i Vinnie Bennett es van unir en el repartiment de la pel·lícula. Aquell mateix mes, es va anunciar que Helen Mirren i Charlize Theron repetirien en els seus papers, amb Michelle Rodriguez també confirmada per tornar. Michael Rooker i el lluitador d'MMA Francis Ngannou es van incorporar en el repartiment a l'agost. L’octubre de 2019, Ozuna i Cardi B es van unir al repartiment de la pel·lícula.

### Rodatge
El rodatge va començar el 24 de juny de 2019 als estudis Leavesden de Hertfordshire, Anglaterra. El rodatge va tenir lloc a Los Angeles, Edimburg i Londres, i també va tenir lloc a Tailàndia per primera vegada, amb Krabi, Ko Pha-ngan i Phuket com a localitzacions. Part de la pel·lícula també es va rodar a Tbilisi (Geòrgia). El rodatge va acabar l'11 de novembre de el 2019.
El juliol de 2019, el copisteria Joe Watts, que va doblar per Diesel, va patir una greu lesió al cap durant el rodatge als estudis Leavesden. Al setembre de 2020, Michelle Rodriguez va confirmar que la pel·lícula també s'establiria a l'espai exterior, cosa que va ser burlada per Diesel.
El juliol de 2019, el doble d'acció Joe Watts, que doblava a Diesel, va patir una greu lesió al cap durant el rodatge en els estudis Leavesden.

### Música
El 31 de juliol de 2020 es va publicar una mixtape titulat Road to F9, que conté música inspirada en la pel·lícula. El mixtape va ser precedit pel single principal "One Shot" de YoungBoy Never Broke Again i Lil Baby.
Els tràilers de la pel·lícula incloïen les cançons "Family" de The Chainsmokers i Kygo, "Is You Ready" de Migos i "Selah" de Kanye West.
La banda sonora oficial es va publicar el 17 de juny de 2021. L’àlbum de partitures, compost per Brian Tyler, es va publicar el 2 de juliol de 2021.

## Estrena
F9 es va estrenar a Corea del Sud el 19 de maig de 2021 i el 25 de juny als Estats Units. La pel·lícula tenia cinc dates previstes d’estrena previstes als Estats Units entre el 2019 i el 2021; principalment canviades a causa de les estrenes de Hobbs & Shaw i No Time to Die, així com a la pandèmia de COVID-19, abans de traslladar-se a la seva data definitiva.

### Mitjans domèstics
F9 es publicarà en format Blu-ray, 4K UHD i DVD el 21 de setembre de 2021. Es va publicar com a lloguer de serveis de VOD als Estats Units el 30 de juliol de 2021.